# Calatrava (Negros Occidental)
Calatrava municipio de Primera Clase en la provincia de Negros Occidental, Filipinas. De acuerdo con el censo del 2000, este municipio tiene una población de 74,623 personas en 15,151 hogares. El gobernador actual es Boy Baguio.

## Barangays
Calatrava es políticamente subdividido en 40 barangays.
| - Agpangi - Ani-e - Bagacay - Bantayanon - Buenavista - Cabungahan - Calampisawan - Cambayobo - Castellano - Cruz - Dolis - Hilub-Ang - Hinab-Ongan - Ilaya | - Laga-an - Lalong - Lemery - Lipat-on - Lo-ok (Pob.) - Ma-aslob - Macasilao - Malanog - Malatas - Marcelo - Mina-utok - Menchaca - Minapasuk | - Mahilum - Paghumayan - Pantao - Patun-an - Pinocutan - Refugio - San Benito - San Isidro - Suba (Pob.) - Telim - Tigbao - Tigbon - Winaswasan |